# Héliovny
Héliovny (latinsky Heliades) jsou v řecké mytologii dcery boha boha slunce Hélia a Klymené, dcery Titána Ókeana.
Když jejich bratr Faethón jedenkrát požádal svého otce Hélia, aby se směl projet se slunečním kočárem po nebi, otec ho varoval a záměr mu vymlouval. Nakonec ale svolil. Faethón nezvládl nebeské spřežení, koně vyletěli ke hvězdám, potom zase letěli nízko nad zemí, takže spálili celá velká území Afriky v pouště, spálili pleť obyvatel až do černa, žárem začaly vysychat řeky a jezera a země do hloubky pukala.
To nestrpěl nejvyšší bůh Zeus a drzého odvážného mladíka srazil svými blesky do hlubin. Jeho sestry Héliovny se ze žalu změnily v topoly a jejich slzy padající do vod Éridanu, se měnily v jantar.